# Voronij
Voronij (în ucraineană Вороніж) este o așezare de tip urban din raionul Șostka, regiunea Sumî, Ucraina. În afara localității principale, mai cuprinde și satele Kurdiumivka și Masîkiv.

## Demografie
Componența lingvistică a așezării de tip urban Voronij
     Ucraineană (94,51%)
     Rusă (5,12%)
     Alte limbi (0,24%)
Conform recensământului din 2001, majoritatea populației așezării de tip urban Voronij era vorbitoare de ucraineană (94,51%), existând în minoritate și vorbitori de rusă (5,12%).